# Sicyonia parvula
Sicyonia parvula är en kräftdjursart som först beskrevs av De Haan 1850.  Sicyonia parvula ingår i släktet Sicyonia och familjen Sicyoniidae. Inga underarter finns listade i Catalogue of Life.